# William Eacho

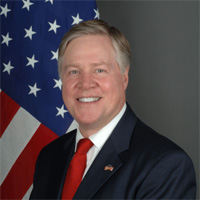
William Eacho

William Carlton Eacho III. (* 1954) ist ein US-amerikanischer Manager und war von 2009 bis 2013 Botschafter der Vereinigten Staaten in Österreich.

## Leben
Eacho absolvierte an der Duke University in North Carolina Studien in Wirtschafts-, Politik- und Rechtswissenschaften, die er mit magna cum laude abschloss. Zunächst arbeitete er als Finanzanalyst der Abteilung Corporate Finance der Investmentbank Hornblower & Weeks in New York. Nach dem Abschluss als MBA an der Harvard Business School im Jahr 1979 wurde er Partner in dem gleichen Finanzunternehmen, das zwischenzeitlich als Loeb, Rhoades, Hornblower & Company in Los Angeles firmierte.
Zwischen 1988 und 1998 besaß bzw. leitete Eacho diverse US-amerikanische Cateringkonzerne, darunter Atlantic Food Services (Virginia), UniPro Foodservice, ComSource. 1998 war er Executive Vice President der Alliant Foodservice Inc. – einem national agierenden Cateringkonzern mit damals 6 Milliarden US-Dollar Jahresumsatz mit Sitz in Deerfield (Illinois), der 2001 mit U.S. Foodservice fusionierte.
William Eacho war zuletzt CEO seiner Finanz- und Immobilienfirma Carlton Capital Group, LLC in Bethesda (Maryland).  Er war Mitglied von drei Aufsichtsräten – Stanley Martin Companies Inc., Bialek Corporation Inc. und dem Boys & Girls Club von Washington, D.C. Eacho war auch im Beirat des Trinity College of Arts and Sciences der Duke University. Daneben ist er Mitglied der World President’s Organization und der Chief Executives Organization.
Er ist verheiratet mit Donna William Eacho und hat drei Söhne.

## Politische Karriere
Eacho war einer der bedeutendsten Wahlkampfsponsoren von US-Präsident Barack Obama. Er sammelte für den Präsidentschaftswahlkampf 2008 über 500.000 US-Dollar und etwa 100.000 Dollar für die Amtseinführungsfeierlichkeiten. Gemeinsam mit seiner Frau sammelte und spendete er seit 1989 etwa 228.900 Dollar zugunsten der Politik, wobei 83 % davon an die Demokraten gingen. Dies beinhaltete auch 2.300 Dollar für Hillary Clinton und 9.200 Dollar für Obama während der parteiinternen Kandidaturen.
Im Juni 2009 wurde Eacho von Obama als Botschafter in Wien vorgeschlagen. Der Senat der Vereinigten Staaten bestätigte und vereidigte Eacho im August 2009.
Einer guten Tradition früherer amerikanischer Botschafter in Österreich folgend, ist er außerordentliches Mitglied des Aufsichtsrates des Salzburg Seminars.